# Юань Чжэнь
Юа́нь Чжэнь (кит. 元稹, а также Юань Вэй-чжи 元微之:284; 779 — 2 сентября 831) — китайский цзедуши, писатель и поэт эпохи Тан. Был близким другом Бо Цзюйи и самым близким к нему по духу:8.

Автор «Повести об Ин-ин» (кит. 鶯鶯傳). В этом известном произведении, слышен протест против насилия над человеческой личностью. Не случайно писателя клеймила официальная критика называя Юань Чжэня — «развратным». Но его повесть всё же встретила признание передовых людей той эпохи, и многих китайских писателей более позднего времени. Так, Лу Синь писал: 
«Танских новелл сохранилось немало, но таких блестящих только две» 
и назвал «Повесть о Лю И» рядом с «Повестью об Ин-ин».
По развитию сюжета, росту характеров в «Повести об Ин-ин» представлены высшие художественные достижения того времени. Анализ внутреннею мира героев позволяет назвать «Повесть об Ин-ин» Юань Чжэня в Китае первым опытом психологической характеристики.
Юа́нь Чжэн был одним из поборников движения за обновление поэзии.